# Dichotrypa turkestanica
Dichotrypa turkestanica är en mossdjursart som beskrevs av Nikiforova 1936. Dichotrypa turkestanica ingår i släktet Dichotrypa och familjen Cystodictyonidae. Inga underarter finns listade i Catalogue of Life.